# لاريسا ألكسندروفنا
لاريسا ألكسندروفنا (بالإنجليزية: Larisa Alexandrovna)‏ هي مدونة وكاتِبة وصحفية وشاعرة أمريكية، ولدت في 7 ديسمبر 1971 في أوديسا في أوكرانيا.